# École des hautes études commerciales de Paris
HEC Paris, plným názvem École des hautes études commerciales de Paris je evropská vysoká obchodní škola s kampusy (pobočkami) v Paříži, Jouy-en-Josasi a v Doha. Škola byla založena v roce 1881 za Třetí Francouzské republiky a patří do skupiny selektivních grandes écoles. Je považována za nejlepší obchodní školu ve Francii a Evropě — v roce 2023 ji deník Financial Times zařadil na první místo v žebříčku nejlepších evropských obchodních škol.

## Popis
HEC je akreditovaná u tří mezinárodních organizací: EQUIS, AMBA, a AACSB. Škola má přibližně 45 000 absolventů ze 150 zemí a více než 200 národností. Mezi významné absolventy patří François Hollande (24. prezident Francouzské republiky), Roland Garros (francouzský letec a stíhací pilot v první světové válce), François-Henri Pinault (prezident konglomerátu luxusních značek Kering), Pascal Lamy (bývalý výkonny ředitel Světové obchodní organizace), a další výkonní ředitelé společností jako BNP Paribas, Sodexo, Michelin, L'Oréal nebo AXA.
Roční náklady na studium závisí na stupni vzdělání a pohybují se od 20 000 do 40 000 eur za magisterský titul a mohou dosáhnout až 80 000 eur za titul MBA. 

## Programy
Na HEC není možné studovat hned po střední škole. V roce 2023 ale HEC a italská Univerzita Bocconi představily dvoutitulový bakalářský program v oborech data, společnost a organizace.
HEC nabízí významný magisterský program v oboru managementu (Grande École Master in Management), který trvá čtyři roky a předchází mu náročné přijímací řízení. Do tohoto programu se mohou hlásit absolventi intenzivních classes préparatoires aux grandes écoles (7% míra přijetí) či baklářského studia na univerzitách (3,5% míra přijetí). Další možností je přijetí v rámci dvoutitulových programů s partnerskými univerzitami, např. Yaleovou univerzitou, Technickou univerzitou v Mnichově či Sciences Po Paris. 
Dále je možné studovat několik specializovaných magisterských programů v oborech jako marketing, finance, média či personalistika (HR). Program se zaměřením na mezinárodní finance (Master in International Finance) byl v roce 2023 vyhodnocen jako druhý nejlepší na světě.
Škola také nabízí programy „Executive MBA” a „MEB“, jenž je podobný klasickým prezenčním MBA programům, nebo doktorské studium, které vede k získání titulu Ph.D.

## Mezinárodní srovnání
HEC Paris se pravidelně umisťuje na nejvyšších příčkách v hodnocení obchodních škol. V roce 2023 ji všechny významné francouzské deníky (Le Point, Le Figaro a Le Parisien) zařadily na první místo v žebříčích nejlepších francouzských obchodních škol. Celosvětově pak ve stejném roce získala ocenění jako nejlepší obchodní škola Evropy. 
Program Master in Management je považován za nejlepší jak ve Francii, tak v Evropě. Studium v oboru finance, marketingu a strategického řízení pak jako nejlepší na světě podle QS Ranking. Dvoutitulový program mezi HEC Paris a l'École polytéchnique se pyšní třetím místem v oboru obchodní analytika, pouze za americkými Massachusettským technologickým institutem a Kalifornskou univerzitou v Los Angeles.
Škola také nabízí program Executive MBA v rámci spolupráce TRIUM, společně s Newyorksou univerzitou a London School of Economics. Tento program se celosvětově řadí na čtvrté místo.

## Výzkum
Dne 15. září 2020 škola spoluzaložil s Institut polytechnique de Paris  výzkumné centrum umělé inteligence Hi! PARIS.
Škola má tři další výzkumná centra: Society & Organizations Institute, Innovation & Entrepreneurship Institute a GREGHEC (Groupement de Recherche et d’Etudes en Gestion à HEC Paris).